# Kasr al-Burajdż
Kasr al-Burajdż (arab. قصر البريج) – wieś w Syrii, w muhafazie Aleppo. W 2004 roku liczyła 1287 mieszkańców.